# Walter Antelo
Walter Emilio Antelo Yncian (Santa Cruz de la Sierra, Bolivia, 9 de octubre de 2000) es un futbolista boliviano. Juega como centrocampista y su actual equipo es Real Santa Cruz de la Primera División de Bolivia.

## Selección nacional

### Categorías inferiores
Fue convocado a la selección nacional sub-20 que disputó el Sudamericano Sub-20 de 2019 realizado en Chile, jugando 4 partidos.
El 26 de julio de ese fue seleccionado por primera vez en la selección mayor de Bolivia por el entrenador Eduardo Villegas para disputar un partido amistoso contra Nicaragua.
Posteriormente fue incluido en la lista de la sub-23 que disputó el Sudamericano Sub-23 de 2020.
| Torneo                      | Sede     | Resultado    |
| --------------------------- | -------- | ------------ |
| Sudamericano Sub-20 de 2019 | Chile    | Primera fase |
| Sudamericano Sub-23 de 2020 | Colombia | Primera fase |

## Clubes
| Club            | País    | Año               |
| --------------- | ------- | ----------------- |
| Sport Boys      | Bolivia | 2018 - 2019       |
| Royal Pari      | Bolivia | 2020 - 2021       |
| Guabirá         | Bolivia | 2022              |
| Real Santa Cruz | Bolivia | 2023 - Actualidad |